# Hayange
Ne doit pas être confondu avec Havange.
Hayange est une ville française située dans le département de la Moselle en région Grand Est.
Ses habitants, appelés les Hayangeois, sont au nombre de 15 968 en 2022.

## Géographie

### Localisation
La commune de Hayange se situe en Lorraine, dans le pays thionvillois, à environ 10 km au sud-ouest de Thionville, à la sortie de la vallée de la Fensch.
| Nilvange | Thionville | Florange          |
| Knutange | Hayange    | Serémange-Erzange |
| Neufchef | Ranguevaux | Fameck            |

### Hydrographie

#### Réseau hydrographique
La commune est située dans le bassin versant du Rhin au sein du bassin Rhin-Meuse. Elle est drainée par la Fensch et le ruisseau le Marspich.
La Fensch, d'une longueur totale de 15,2 km, prend sa source dans la commune de Fontoy et se jette  dans la Moselle à Illange, après avoir traversé huit communes.
L‘arrêt progressif de l’exploitation minière dans le bassin ferrifère a conduit à des modifications importantes du régime des eaux souterraines et superficielles.

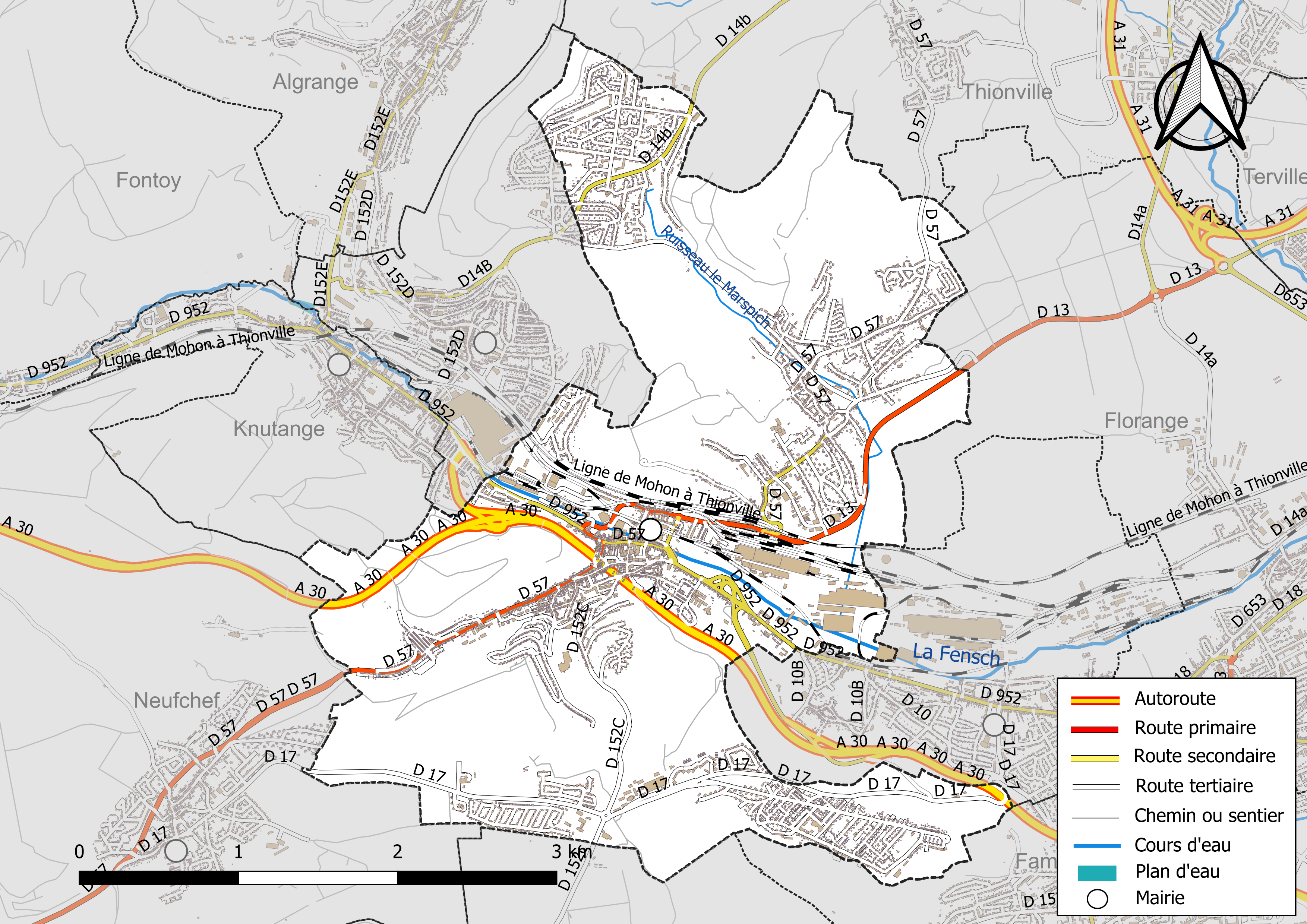
Réseaux hydrographique et routier d'Hayange.

#### Gestion et qualité des eaux
Le territoire communal est couvert par le schéma d'aménagement et de gestion des eaux (SAGE) « Bassin ferrifère ». Ce document de planification, dont le territoire correspond aux anciennes galeries des mines de fer, des aquifères et des bassins bassins versants associés, d'une superficie de 2 418 km2, a été approuvé le 27 mars 2015. La structure porteuse de l'élaboration et de la mise en œuvre est la région Grand Est. Il définit sur son territoire les objectifs généraux d’utilisation, de mise en valeur et de protection quantitative et qualitative des ressources en eau superficielle et souterraine, en respect des objectifs de qualité définis dans le SDAGE  du Bassin Rhin-Meuse.
La qualité des eaux des principaux cours d’eau de la commune, notamment de la Fensch, peut être consultée sur un site dédié géré par les agences de l’eau et l’Agence française pour la biodiversité.

### Climat
Pour des articles plus généraux, voir Climat du Grand Est et Climat de la Moselle.
En 2010, le climat de la commune est de type climat de montagne, selon une étude du Centre national de la recherche scientifique s'appuyant sur une série de données couvrant la période 1971-2000. En 2020, Météo-France publie une typologie des climats de la France métropolitaine dans laquelle la commune est exposée à un climat semi-continental et est dans la région climatique  Lorraine, plateau de Langres, Morvan, caractérisée par un hiver rude (1,5 °C), des vents modérés et des brouillards fréquents en automne et hiver. 
Pour la période 1971-2000, la température annuelle moyenne est de 9,3 °C, avec une amplitude thermique annuelle de 16,1 °C. Le cumul annuel moyen de précipitations est de 781 mm, avec 12 jours de précipitations en janvier et 9,5 jours en juillet. Pour la période 1991-2020, la température moyenne annuelle observée sur la station météorologique de Météo-France la plus proche, « Malancourt », sur la commune d'Amnéville à 10 km à vol d'oiseau, est de 10,2 °C et le cumul annuel moyen de précipitations est de 884,1 mm. 
La température maximale relevée sur cette station est de 39,3 °C, atteinte le 25 juillet 2019 ; la température minimale est de −17,9 °C, atteinte le 5 janvier 1985,,. 
Les paramètres climatiques de la commune ont été estimés pour le milieu du siècle (2041-2070) selon différents scénarios d'émission de gaz à effet de serre à partir des nouvelles projections climatiques de référence DRIAS-2020. Ils sont consultables sur un site dédié publié par Météo-France en novembre 2022.

## Urbanisme
Depuis 2019, la ville dispose d'un plan local d'urbanisme qui a remplacé le plan d'occupation des sols.
Le schéma de cohérence territoriale de l’Agglomération Thionvilloise (SCOTAT) recouvre 99 communes regroupées en 6 communautés de communes,.

### Typologie
Au 1er janvier 2024, Hayange est catégorisée grand centre urbain, selon la nouvelle grille communale de densité à sept niveaux définie par l'Insee en 2022.
Elle appartient à l'unité urbaine de Thionville, une agglomération intra-départementale regroupant douze  communes, dont elle est une commune de la banlieue,,. Par ailleurs la commune fait partie de l'aire d'attraction de Luxembourg (partie française), dont elle est une commune d'un pôle secondaire,. Cette aire, qui regroupe 115 communes, est catégorisée dans les aires de 700 000 habitants ou plus (hors Paris),.

### Occupation des sols
L'occupation des sols de la commune, telle qu'elle ressort de la base de données européenne d’occupation biophysique des sols Corine Land Cover (CLC), est marquée par l'importance des territoires artificialisés (49,1 % en 2018), en augmentation par rapport à 1990 (44,9 %). La répartition détaillée en 2018 est la suivante : 
zones urbanisées (38,2 %), forêts (31,7 %), zones agricoles hétérogènes (11 %), zones industrielles ou commerciales et réseaux de communication (7,5 %), terres arables (5,6 %), mines, décharges et chantiers (3,4 %), milieux à végétation arbustive et/ou herbacée (2,5 %). L'évolution de l’occupation des sols de la commune et de ses infrastructures peut être observée sur les différentes représentations cartographiques du territoire : la carte de Cassini (XVIIIe siècle), la carte d'état-major (1820-1866) et les cartes ou photos aériennes de l'IGN pour la période actuelle (1950 à aujourd'hui).

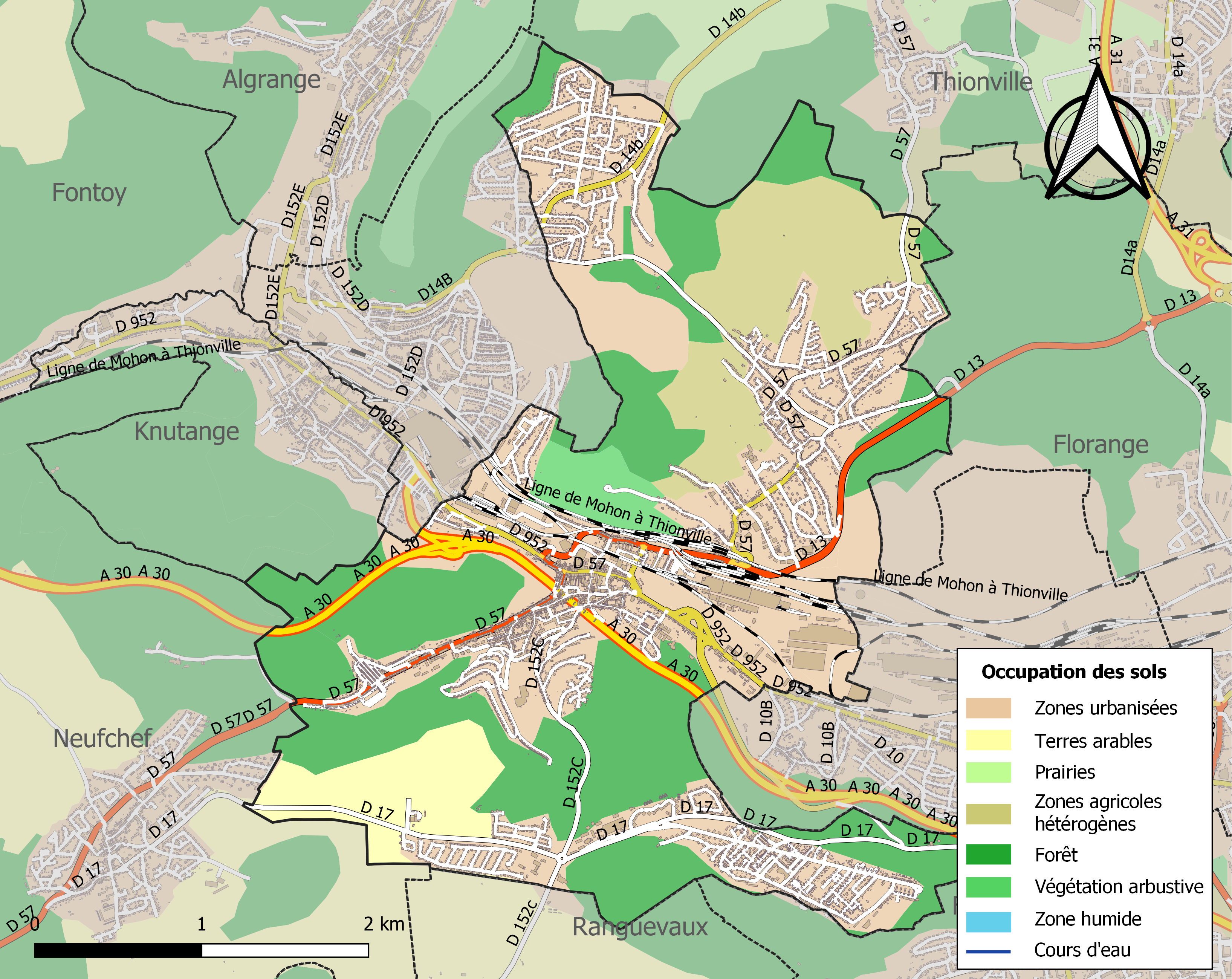
Carte des infrastructures et de l'occupation des sols de la commune en 2018 (CLC).

### Lieux-dits, hameaux et écarts
Le village de Saint-Nicolas-en-Forêt, commune indépendante jusqu'en 1970, est depuis cette date situé sur le territoire de la commune hayangeoise.
La ville de Hayange possède également deux quartiers périphériques :
- Marspich, commune indépendante jusqu'en 1971
- Le Konacker, qui dépendait de Marspich avant 1971. Une partie de ce quartier se trouve sur la commune de Nilvange.

### Voies de communication et transports

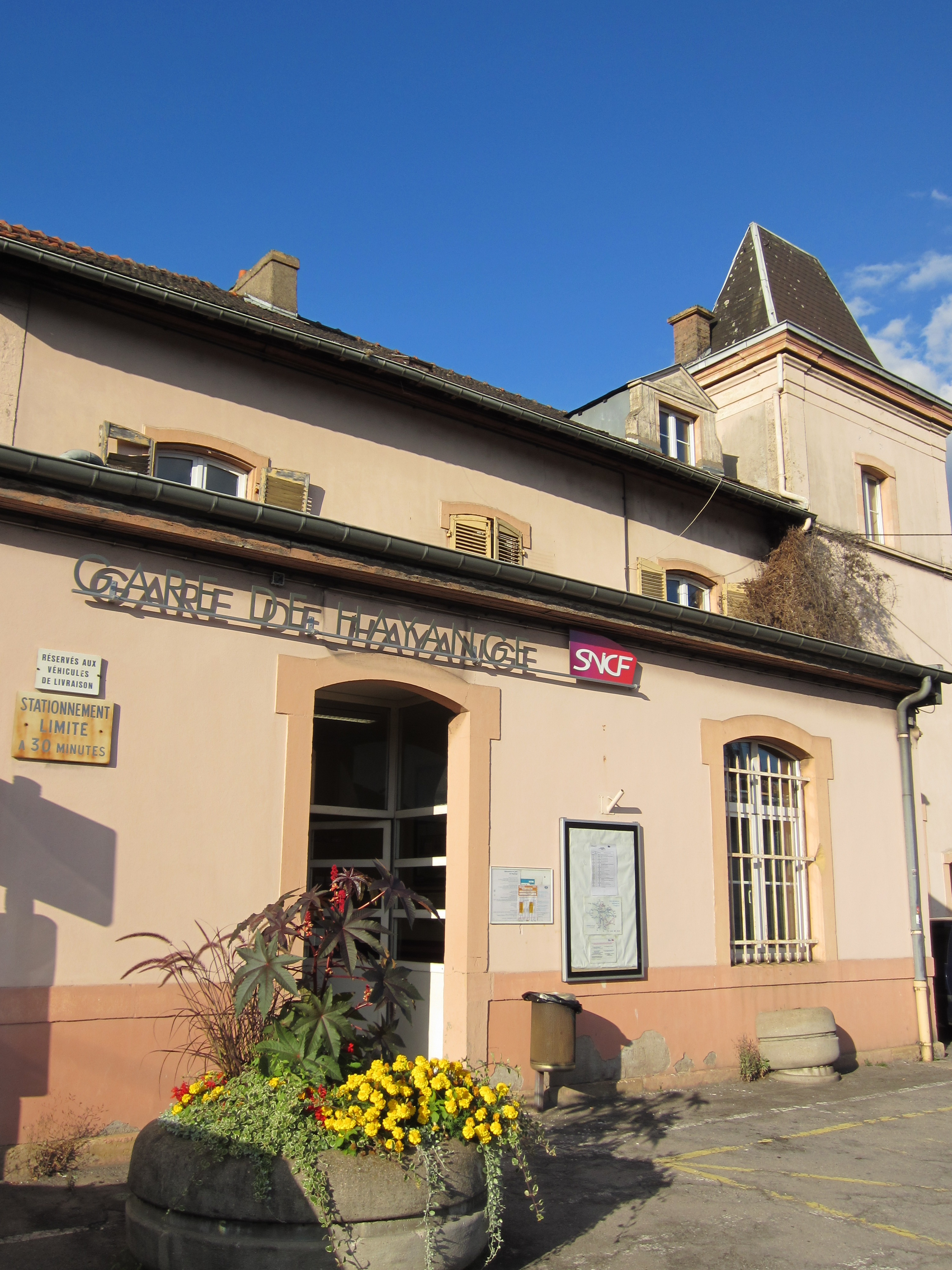
La gare de Hayange.

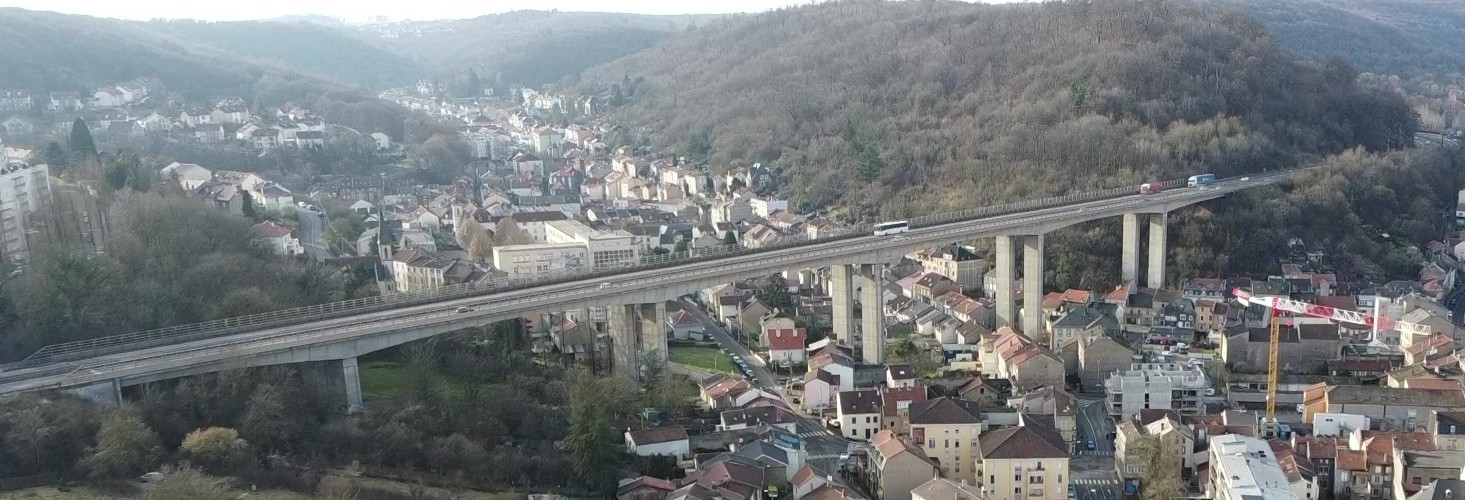
Viaduc d'Hayange

#### Voies routières
Le territoire communal de Hayange comprend 53 km de voiries.
La ville est desservie par :
- l'autoroute A30 ;
- la route départementale 952.

#### Voie ferroviaire
La gare de Hayange est desservie par la ligne de Mohon à Thionville.

#### Transports en commun
La commune et ses quartiers sont desservis par de nombreuses lignes de bus ralliant les autres communes de la vallée mais également les villes du Nord-Ouest mosellan. Ces lignes de bus sont assurées par le réseau Citéline (Transports en commun de Thionville Fensch).

## Toponymie
- En lorrain roman : Hauyanche.
- En francique lorrain et luxembourgeois : Héngen[23], Heengen et Haiéngen.
- En allemand : Hayingen[24].

### Formes anciennes
Hayange est attesté sous les formes anciennes : Hainges et Haingas en 875 ; Haenges et Heinga en 1067 ; Haingas en 1139 ; Heinga en 1161 ; Heenges en 1181 ; Heicinga en 1194 ; Heiinga en 1225 ; Heingen en 1236 et 1237 ; Haienges en 1241, 1260 et 1363 ; Heyngen en 1255 ; Heingen en 1403, ; Heyngen en 1528 ; Hayinga, Heinga, Heyenga et Heynga en 1544 ; Heyingen en 1572 ; Heyngin en 1605 ; Hayengen en 1762 ; Hayingen au XVIIIe siècle ; Hayange ou Heyingen en 1845 ; Heichingen en 1863,.

### Étymologie
Albert Dauzat et Charles Rostaing expliquent le premier élément Hay- par l'anthroponyme germanique Hago, alors qu'Ernest Nègre y voit le nom de personne germanique Haius en latinisant la désinence. 
Le second élément semble être le suffixe germanique -ing(en) qui marque la propriété. Il a été romanisé en -ingas, d'où les formes en -anges dans la région, puis -ange. Le suffixe -ange est la forme donnée (renommage administratif)  à la place du suffixe germanique -ing (« domaine »), lors de l'avancée du comté de Bar vers 1250.
Dans le Bade-Wurtemberg (Jura souabe), près de Stuttgart, existe également une localité du nom de Hayingen.

## Histoire

### Moyen Âge

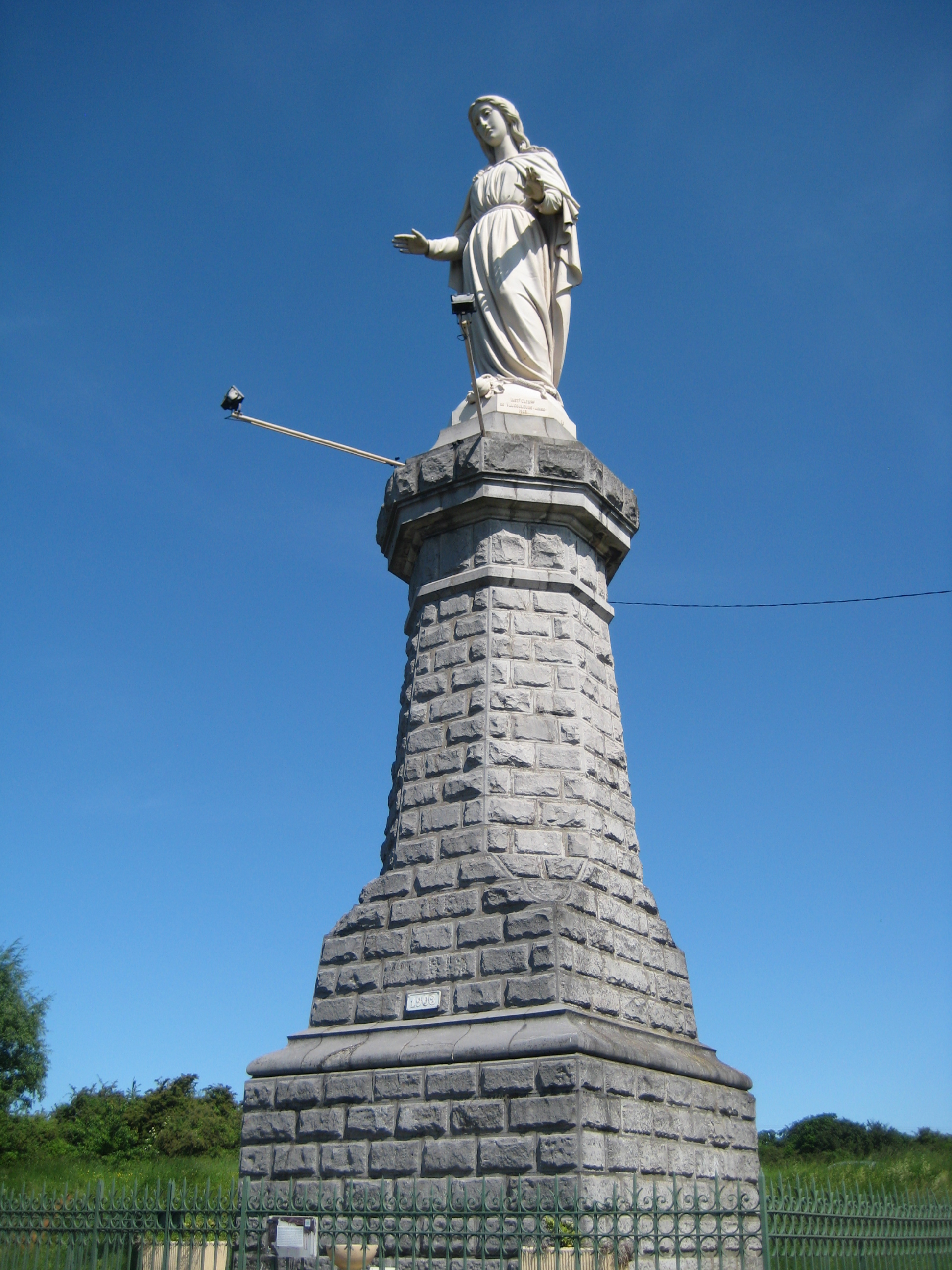
Statue de la Vierge de Hayange.

L’histoire de Hayange remonte à l’époque des Mérovingiens. En effet, un cimetière mérovingien a été découvert par des mineurs de fer dans la vallée de Hamévillers, à la sortie de la ville. La voie romaine Reims-Metz épousait d’ailleurs le tracé de la vallée. À l’époque franque, le fer était déjà exploité puisque des « loupes de fer » datant des temps romains ont été retrouvées.
Le premier acte officiel connu portant le nom de la ville est daté de 821, sous le règne de Louis le Pieux, fils de Charlemagne, empereur d’Occident et roi des Francs.
En 1269, il y avait à Hayange plusieurs fiefs mouvant de divers lieux : le fief de la maison forte d’Hayange du comté de Bar, celui de la vouerie de Saint-Villibrod d’Echternach de la seigneurie de Mouaville et celui de Sainte-Glossinde de Metz de la seigneurie de Norroy-le-Sec.
Hayange a longtemps existé en tant que seigneurie autonome. Des partages de famille firent passer une partie de cette seigneurie dans celle de Cattenom et, en 1272, Théodoric de Hayange en vendit une autre partie au comte Henri II de Luxembourg. Plus tard, la totalité de la seigneurie hayangeoise est passée sous la juridiction prévôtale de Thionville.
Hayange est partagée, au Moyen Âge, entre le duché de Bar et le duché de Luxembourg (dont on retrouve les armoiries sur le blason communal). L’exploitation des mines de fer remonte à cette époque, puisqu’au XIIIe siècle, Thierry[Lequel ?], seigneur de Hayange autorise Thiébaut Ier, comte de Bar à extraire du minerai de fer sur ses terres. Le développement de Hayange est dès lors lié à l’extraction du minerai de fer et à la création de petites forges pour la traiter. Mais, les ravages de la guerre de Trente Ans sont particulièrement néfastes à Hayange et empêchent son développement.
Selon M. de La Fontaine, les forges de cette ville sont « très probablement les plus anciennes de la région ».

### Temps modernes

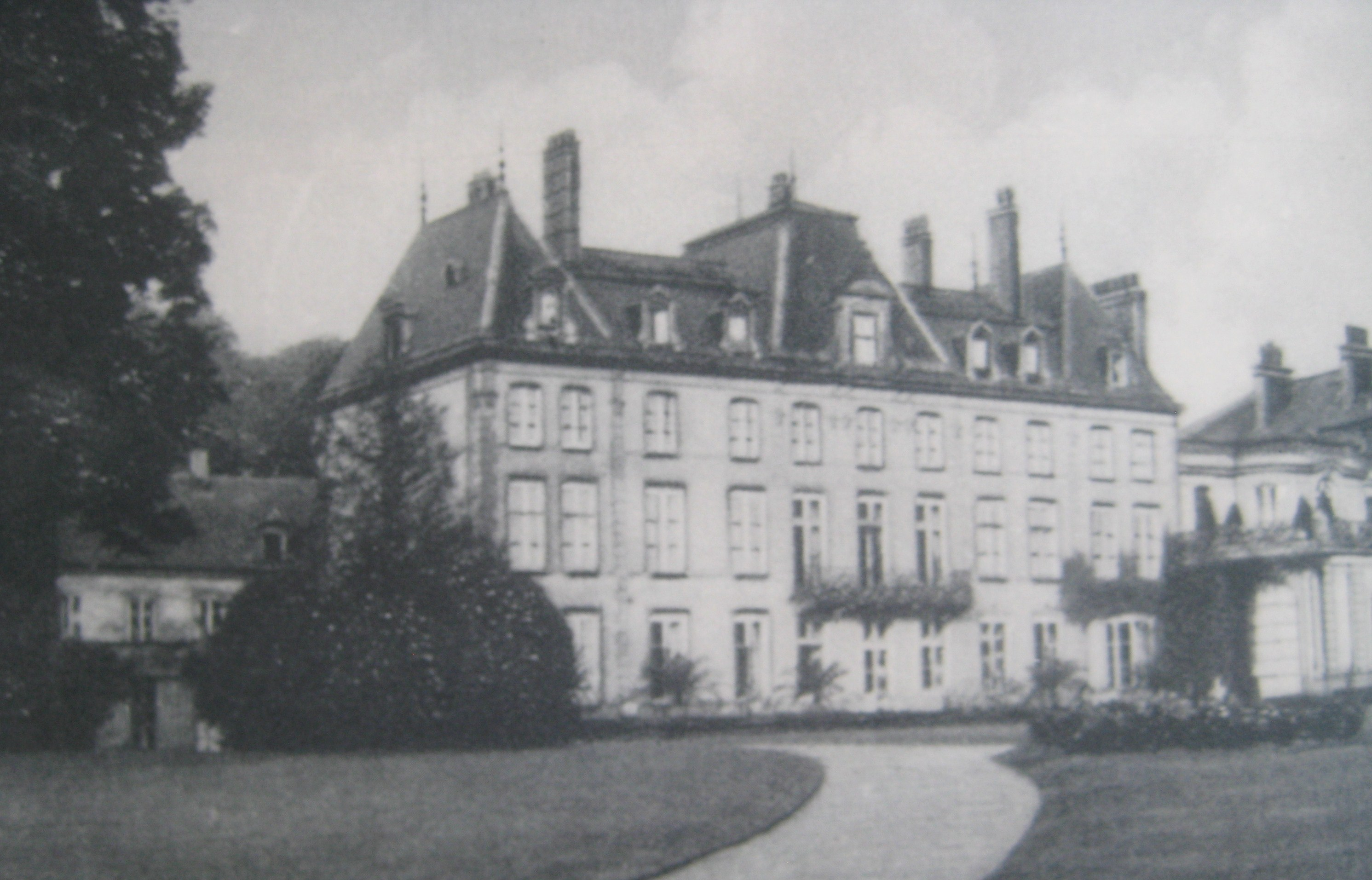
Ancien château des De Wendel.

Domaine royal de 1659 (Traité des Pyrénées) jusqu’à la Révolution de 1789, Hayange fait partie du bailliage de Thionville durant cette période.
Sur le plan spirituel, cette ville était le siége d’une cure de l’archiprêtré de Thionville, qui avait pour annexes : Algrange, Erzange, Knutange, Nilvange, Suzange et les fermes de Hune ou Hamévillers et de Bellevue. Cette cure dépendait de l’abbaye Sainte-Glossinde de Metz.
Les forges d’Hayange, fondées en 1660 par François de la Roche-Hullin, ont pris la place de plusieurs petites usines qui étaient établies sur les bords de la Fensch sous les noms de Fontoy, Gustal, Maximilien, Gengerns, Claustremont, Simon Féron, Henry et Pleischied. J. A. Lecomte, gendre et successeur du fondateur, exploitait en 1699 un domaine industriel composé de : 1° la forge appelée Rodolphe-forge, 2° une maison de maître située en face, 3° une platinerie construite au-dessous de la forge, 4° une fonderie au-dessous de la platinerie, 5° un fourneau dit de la Madeleine situé au bout de la ville. Débiteur envers l’architecte d’une somme qu’il ne put rembourser, il se vit exproprier par autorité de justice et ses forges, mises en vente, furent achetées en 1704 par M. de Wendel, étant le trisaïeul des propriétaires qui ont fait d’Hayange un centre industriel d’une « importance exceptionnelle ».
À l’aube du XVIIIe siècle, apparaît donc la Famille de Wendel qui a profondément marqué l’histoire de cette ville comme en témoignent dans l’Église Saint-Martin d'Hayange, des vitraux représentant l’épouse de Henri de Wendel avec ses trois fils, l’épouse de Robert de Wendel et ses deux enfants. Cette église de style Renaissance italienne, construite en 1884 (pendant la période allemande), sur le modèle français de l'Église de la Sainte-Trinité de Paris (paroisse parisienne des Wendel qui demeuraient rue de Clichy) comporte également d’intéressants vitraux de sainte Barbe (protectrice des mineurs), et de saint Éloi (patron des ouvriers d’usine). Des dix-neuf  verrières que comporte l'édifice, dix-sept ont été dessinés par Laurent-Charles Maréchal, un des peintres verriers les plus importants de France dans la deuxième moitié du XIXe siècle et membre éminent de l'École de Metz. Deux peintures ornent le transept sont l’œuvre du peintre-verrier Casimir de Balthazar, originaire d'Hayange.
Hayange compte d’autres témoins de cette époque faste, notamment la statue de la Vierge qui surplombe la ville, la chapelle, ou encore le plus grand des orgues de Moselle.
Linguistiquement, la commune était germanophone (luxembourgeoise) jusqu'au XVIIIe siècle. Par la suite, le français et le lorrain roman ont fini par s'imposer.

### Depuis 1870

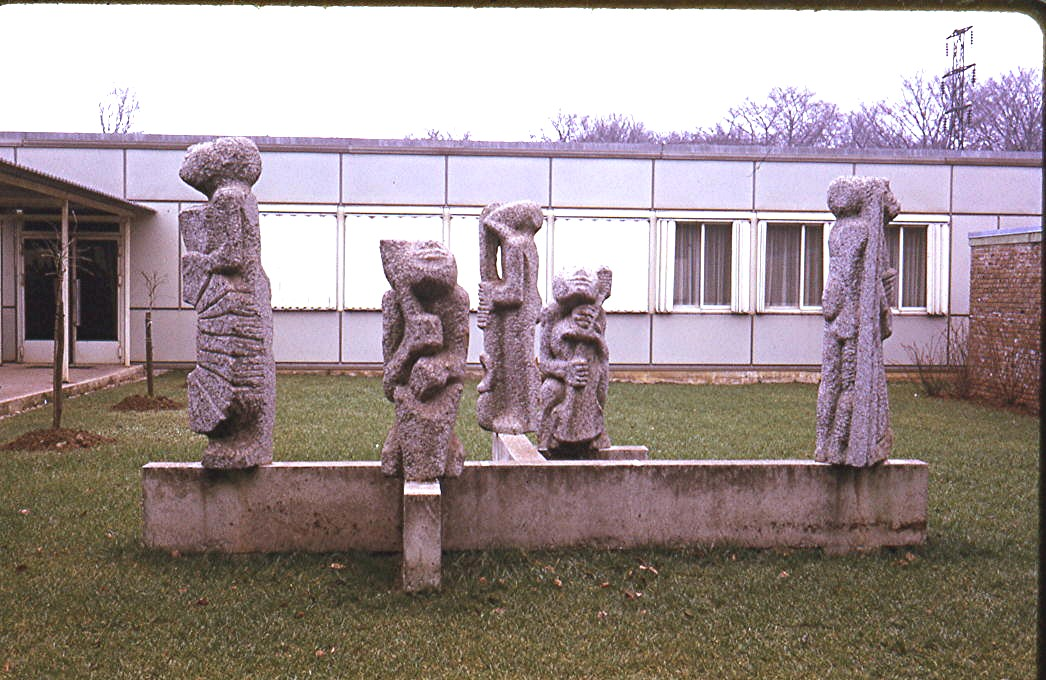
Les Cinq musiciens, œuvre de Shelomo Selinger, (1969), Hayange.

Comme les autres communes de l'actuel département de la Moselle, Hayange, rebaptisée Hayingen est annexée à l’Empire allemand de 1871 à 1918. C'est une période faste pour l'industrie sidérurgique. Lorsque la Première Guerre mondiale éclate, les Mosellans de souche se battent malgré eux pour l’Empire allemand. Beaucoup de jeunes gens tomberont sous l’uniforme allemand, sur le Front de l’Est, mais aussi à l’Ouest. Les Mosellans, très majoritairement restés fidèles à la France, accueillent avec joie la fin des hostilités et la paix retrouvée ; Hayingen redevient enfin Hayange.
Avec l’arrivée massive des émigrants italiens, polonais, russes, espagnols, cette communauté humaine du fer a vu tout à la fois son identité particulière se transformer et perdurer à travers une communauté de valeurs : l’espoir, la solidarité, le travail, ou le respect, valeurs chères au monde ouvrier.
La Seconde Guerre mondiale et le drame de l'Annexion marqueront longtemps les esprits. La ville est libérée le 10 septembre 1944.
La commune a été décorée, le 1er juillet 1948, de la Croix de guerre 1939-1945.
Après la Seconde Guerre mondiale, ce sont les Maghrébins qui ont intégré la communauté ouvrière de Hayange. En 1954, Hayange comptait douze mille habitants dont près du quart d’origine étrangère, ce qui a en fait l'une des villes les plus cosmopolites de Moselle.
Hayange, ville active et en expansion, s’est enrichie dans les années 1970, de plusieurs quartiers : Marspich, Le Konacker et Saint-Nicolas-en-Forêt. Grâce aux efforts de la commune pour créer des passerelles entre les quartiers existants et le centre historique, Hayange forme aujourd’hui une ville à part entière.

#### Marspich
Mentionné Marxbach en 821, Marspich au XVIIIe siècle, — en platt Maaschpich — étymologiquement de bach / bich, « ruisseau » et merich / mersch, « marécage » changé en mass.
En 1817, Marspich, village de l’ancienne province des Trois-Évêchés (de 1659 à 1790), avait pour annexes les fermes de Leyrange et Konacker. À cette époque il y avait 285 habitants répartis dans 45 maisons. En 1960, on compte 2 924 habitants. Le dernier maire avant la fusion avec la commune de Hayange en 1971 a été Maurice Cometto. Le blason représente un lion emblème des seigneurs de Florange, qui possédaient Marspich. La bordure, symbole de Sainte-Glossinde, rappelle le patronage qu’exerçait sur l’église l’abbaye messine. L’église paroissiale de 1892 a été construite par la famille de Wendel.

#### Saint-Nicolas-en-Forêt
Depuis 1970, Saint-Nicolas-en-Forêt appartient à la commune de Hayange. Le lieu fut nommé Saint-Nicolas-en-Forêt en hommage au patron des Lorrains et des travailleurs du métal.
La cité de Saint-Nicolas-en-Forêt a été construite sur le plateau de Morlange, à 290 mètres d'altitude, parcelles de Fameck et de Ranguevaux. C'est en 1952 que la première famille s'est installée dans un des 475 logements commandés. Au commencement, les habitants étaient d'ailleurs dépendants de ces deux communes, sur 475 logements, 25 étaient à Fameck et 450 à Ranguevaux. Très vite, les autorités se sont rendu compte que la situation était trop compliquée, les gens ayant peu de véhicules, ils étaient trop éloignés des deux villages. C'est ainsi que l'idée de créer la commune est née, en 1953–1954, à la suite de nombreuses pétitions créées par les habitants. En effet, à cette époque, il y avait plus d'habitants à Saint-Nicolas qu'à Fameck et Ranguevaux. La création de Saint-Nicolas-en-Forêt s'est faite le 1er janvier 1958 sur une superficie de 104 ha. La commune était alors peuplée de 1 999 habitants. Le 27 février 1958, le premier conseil municipal de Saint-Nicolas-en-Forêt était mis en place. Une première année marquée par un drame ; le 2 juillet un avion F100 américain s'écrase près de la place Sainte-Rita, tuant deux enfants qui faisaient des courses à proximité et blessant plusieurs personnes. Le drame aurait pu se transformer en catastrophe car une école maternelle était à proximité.
Saint-Nicolas-en-Forêt a été créé pour loger les ouvriers des usines Sollac de la vallée de la Fensch. Durant l'urbanisation de la cité, entre 1954 et 1962, des personnes de tous horizons ont emménagé à Saint-Nicolas-en-Forêt, ce qui offre une richesse interculturelle très importante. Au début des années 1960, sur 450 familles, 128 venaient du Nord, 87 de l'Est de la France, 39 de l'Île-de-France, 29 du Midi, 18 du Centre et 33 de pays étrangers, notamment l'Italie, la Pologne, l'Algérie et le Maroc. En 1964, des familles espagnoles sont arrivées. Cette année-là, 7 % des familles nicoforestières étaient étrangères et 5 % naturalisées françaises.
En 1957, l'Immobilière Thionvilloise (I.T.) qui avait en charge une partie des logements de Saint-Nicolas-en-Forêt, avec une société de HLM, constitua la Société civile immobilière de construction de la place Sainte-Rita en collaboration avec des commerçants qui disposent chacun d'une part de la société. L'établissement comportait huit commerces, tenus par les commerçants actionnaires et d'autres venus par la suite. La société Les Trois Vallées fit construire d'autres magasins. Saint-Nicolas avait sa pharmacie, sa banque, son épicerie, ses magasins d'alimentation, sa papeterie, son débit de tabac, son marchand de journaux, son salon de coiffure, son café-restaurant, son dépôt de pain, sa mercerie, etc. Ces commerces ont fermé leurs portes durant les années 1990, seuls le tabac-presse et le bureau de Poste ont survécu jusqu'au milieu des années 2000. Désormais, la pharmacie est le seul point de convergence des Nicoforestiers. Un médecin et une infirmière sont également actifs sur le quartier de Saint-Nicolas-en-Forêt.
Au printemps 1956, la construction des « Domofers », des immeubles collectifs dont le matériau principal est l'acier, débute. Elle s'étend jusqu’à l'automne 1957. Vingt Domofers sont construits. Ils forment la rue du Plateau (devenue rue Pablo-Picasso), le boulevard de la Tour-Neuve, la rue Charles-Gambier et on en trouve également sur le boulevard du Jura.
Cet ensemble de Domofers permet à 288 familles supplémentaires de venir s'installer à Saint-Nicolas-en-Forêt. Les logements comportaient trois, quatre ou cinq pièces. Le dernier Domofer a été détruit en novembre 2006.
Charles Krebs avait succédé à M. Libouben à la mairie de Saint-Nicolas-en-Forêt, de 1961 jusqu'à la fusion avec Hayange le 1er janvier 1970. Il est à l'origine de nombreuses améliorations de la commune.
Afin de célébrer les cinquante ans de la naissance officielle de Saint-Nicolas-en-Forêt, en 1958, une exposition rétrospective a été présentée les 7 et 8 juin 2008 à l'annexe-mairie du village avec un historique complet, des photographies d'archives, etc. Dans la foulée, un site Internet consacré à Saint-Nicolas a été lancé.
Le début des années 2010 marque un renouveau pour la place Bonnet avec la construction d'une maison de retraite, inaugurée le 19 novembre 2010, et l'édification d'une résidence privée Les Terres de Haut qui accueille plusieurs dizaines de nouvelles familles en 2012. Un pôle commercial doté d'un tabac-presse, d'une épicerie et d'un dépôt de pain était prévu en 2011, une installation préfabriquée fut installée sur le boulevard des Vosges, pour accueillir le commerce provisoire (dépôt de pain, pizza), mais le projet n'a pas abouti. Il devait prendre place à l'ancienne annexe mairie construite en 2005. La place Bonnet a été entièrement rénovée en 2014 avec la création de parking et la plantation de nouveaux végétaux.
Le vendredi 30 août 2019, l'espace vert mitoyen de l'ancienne mairie et accueillant une aire de jeux pour enfants est nommé officiellement "Square Charles Krebs", en présence de membres de sa famille, après vote au conseil municipal du samedi 24 août 2019.

#### Lotissement des Grandes-Terrasses
Au statut de quartier même, le lotissement des Grandes-Terrasses sera construit en 2006 selon un arrêté municipal,,. Le quartier est donc relativement récent, même si de nombreux travaux fait pour l’agrandir ainsi que pour l’améliorer ont déjà été effectué (et sont encore d'actualités aujourd'hui). Comme la cité voisine (se trouvant à 1 km du lotissement), le lotissement accueille beaucoup de personnes mais uniquement dans des maisons. À côté de celui-ci se trouvent le stade, qui, anciennement détaché de toute communauté, est aujourd'hui administrativement sous le contrôle du lotissement et du collège Hurlevent.
Des enfants ont suggéré l'aménagement d'un terrain pour la circulation à vélo et skateboard.

### Histoire industrielle

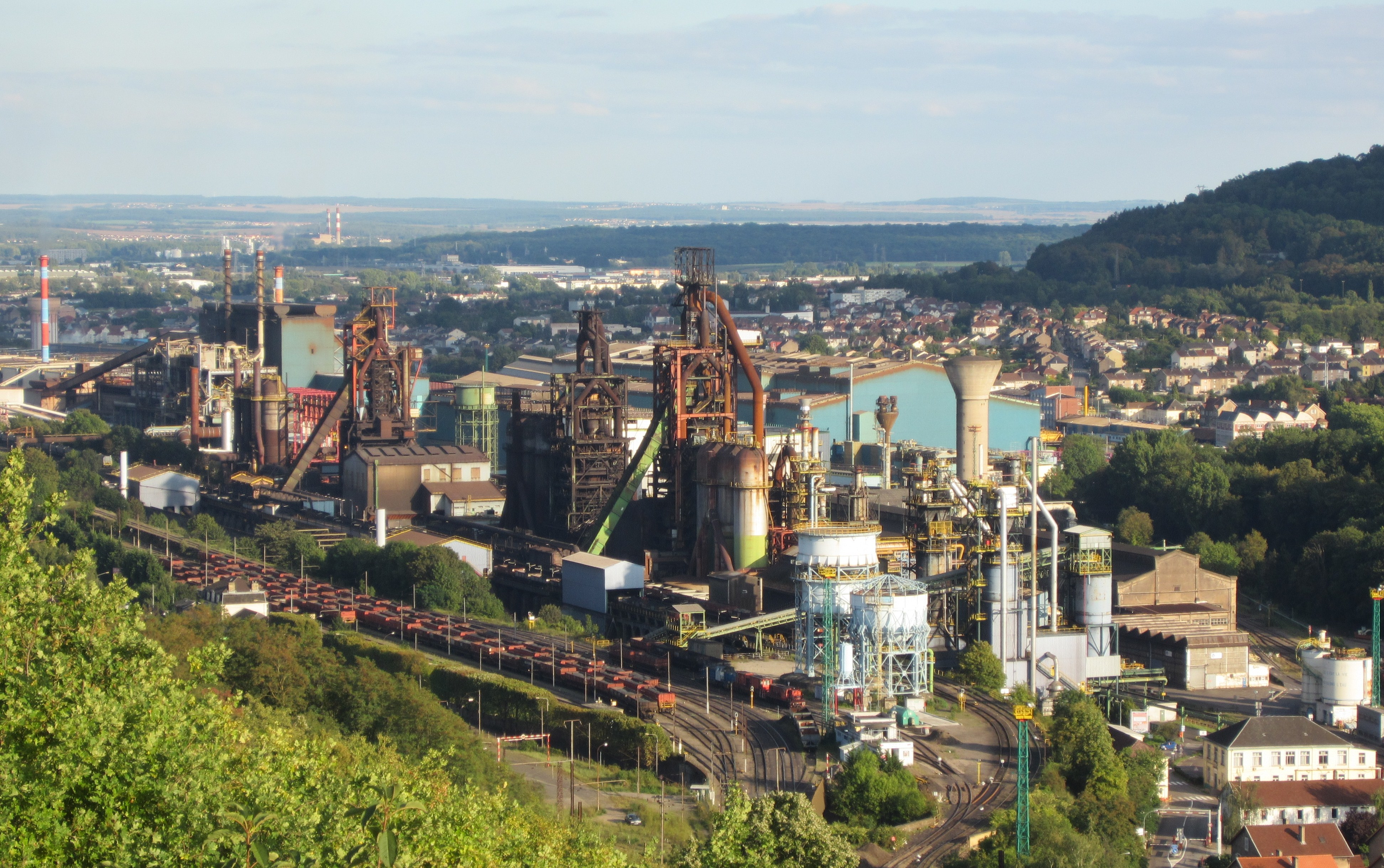
Les hauts fourneaux.

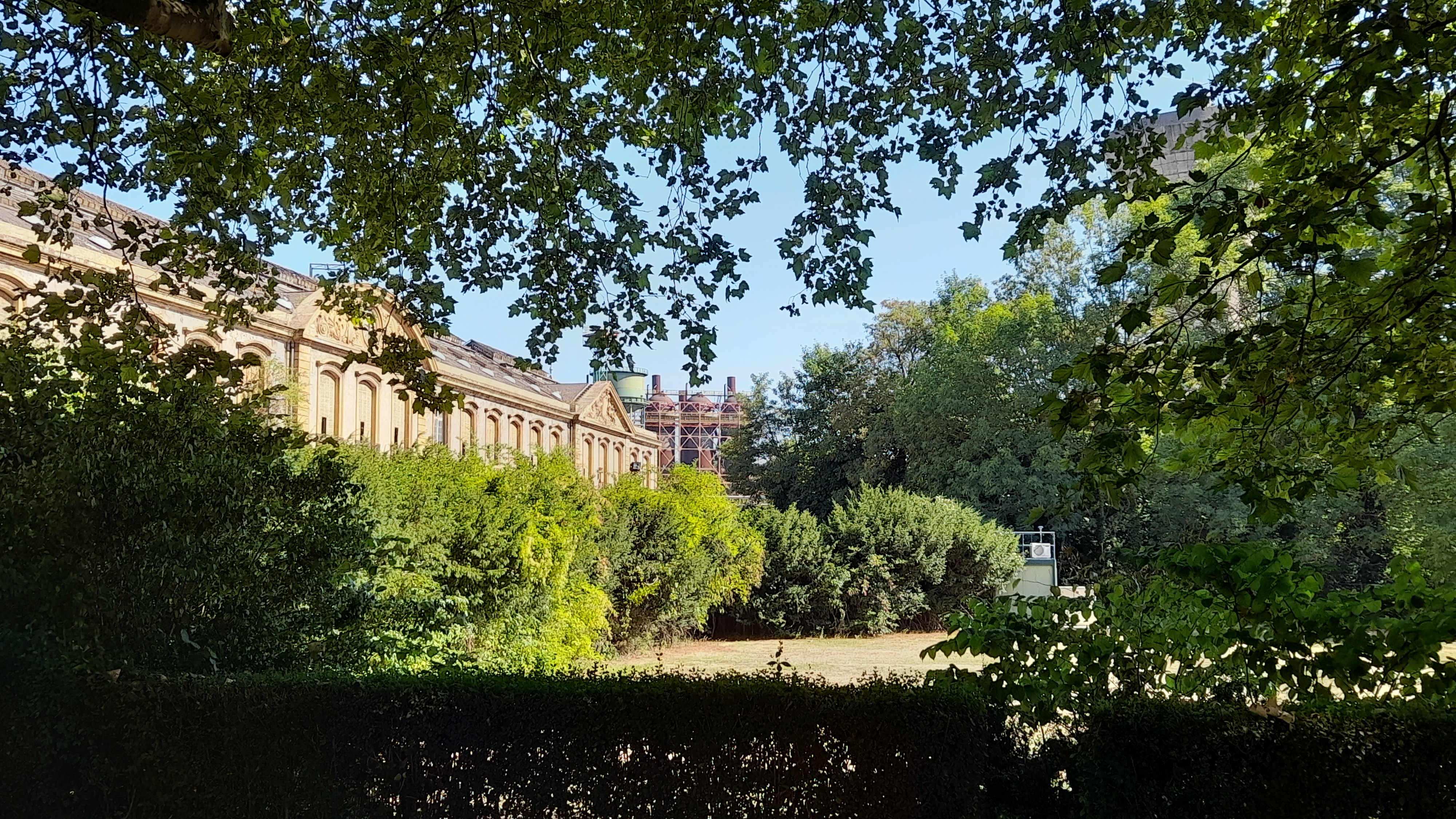
Bureau Central Wendel

Les usines de Hayange ont disposé de deux divisions de hauts fourneaux. La plus ancienne, dénommée Fourneau Hayange, a connu au cours de la période moderne quatre hauts fourneaux désignés F1 à F4 et respectivement mis à feu en 1898, 1899, 1923 et 1924. En 1971, cette division est constituée de quatre hauts fourneaux : les hauts fourneaux 3 et 4, à chargement manuel par cambuses qui sont alors en réserve, et les hauts-fourneaux 1 et 2 reconstruits en 1967 et 1968. Ce même site disposait de huit hauts fourneaux XIXe siècle.
La division Patural, située à un kilomètre de la division Fourneau, vers l'aval de la Fensch, et sensiblement plus vaste, a connu six hauts fourneaux (P1 à P6) construits au début de ce siècle entre 1907 et 1913. Trois d'entre eux l'ont été sur le modèle américain. Ces hauts fourneaux sont reconstruits entre 1952 et 1960. En 1975, la division compte quatre hauts fourneaux (P3 à P6), les trois plus gros faisant l'objet dans les années suivantes d'une mutation profonde avec, en particulier, l'installation d'un gueulard Paul Wurth.
En 1993, l'abandon de la minette lorraine au profit de minerais plus riches amène la « mise sous cocon » du P4. Mais en l'absence de perspective de redémarrage, ce haut fourneau est aujourd'hui promis à la démolition. En octobre 2011, les hauts fourneaux sont fermés.

## Politique et administration
Fusions communales

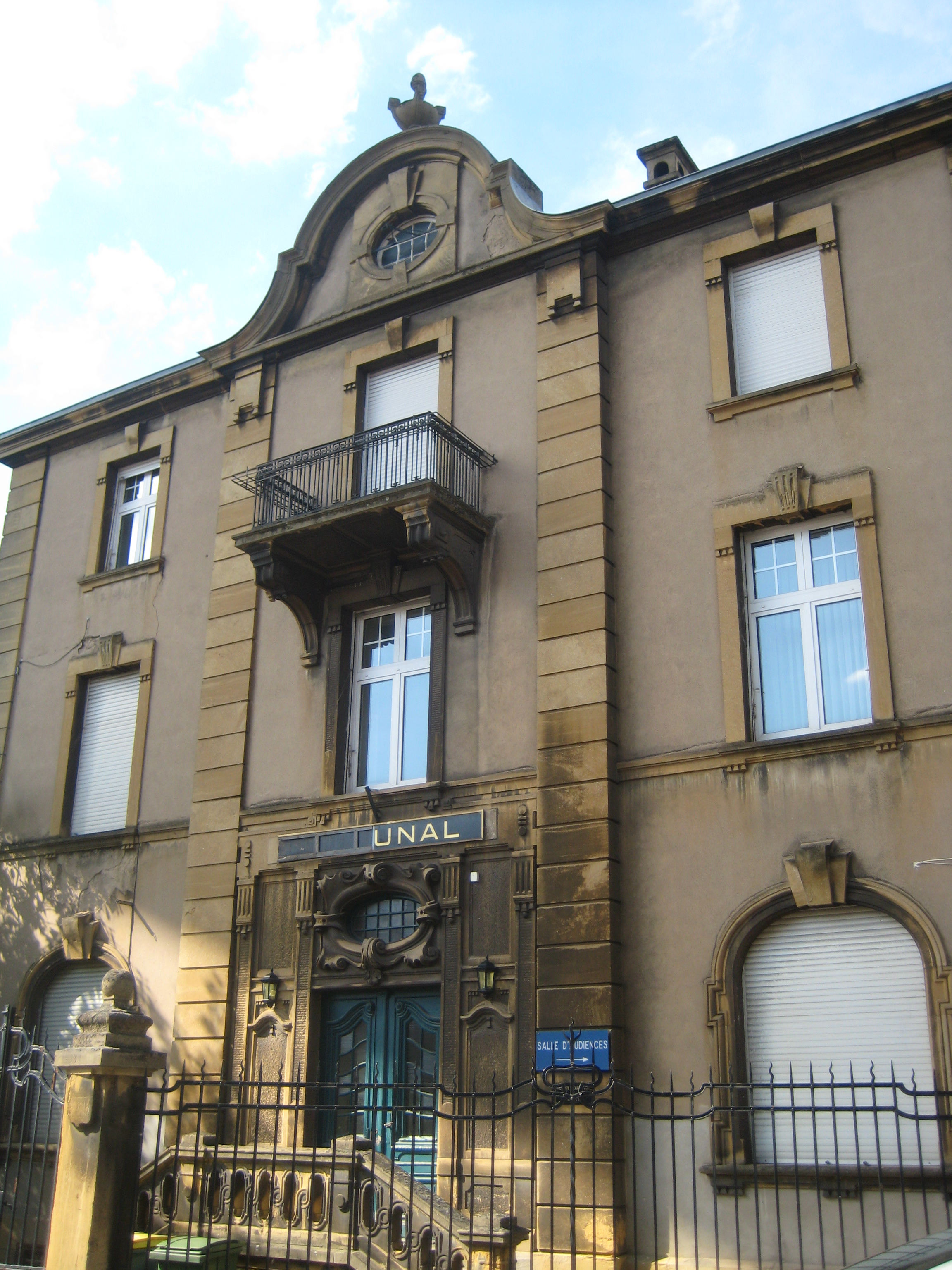
L'ancien tribunal.

Hayange a fusionné avec les communes de Saint-Nicolas-en-Forêt en 1970 et de Marspich en 1971 (dont faisait partie Konacker). La commune de Ranguevaux lui fut aussi rattachée en 1972, mais se sépara à nouveau en 1987.
Communauté d'agglomération
Hayange est le centre d'une communauté d'agglomération qui associe 10 communes de l'Ouest de l'agglomération de Thionville. Créée en 2000 sous le nom de Val de Fensch, cette communauté est composée de : Algrange, Fameck, Florange, Hayange, Knutange, Neufchef, Nilvange, Ranguevaux, Serémange-Erzange, Uckange.
Canton
Le canton de Hayange compte trois communes : Hayange, Ranguevaux et Serémange-Erzange.

### Budget et fiscalité
En 2016, le budget de la commune était constitué ainsi :
- total des produits de fonctionnement : 14 836 000 €, soit 926 € par habitant ;
- total des charges de fonctionnement : 14 070 000 €, soit 878 € par habitant ;
- total des ressources d’investissement : 5 945 000 €, soit 371 € par habitant ;
- total des emplois d’investissement : 5 563 000 €, soit 347 € par habitant.
- endettement : 11 734 000 €, soit 743 € par habitant.

En 2020, les taux des taxes communales, inchangés depuis 2014, sont fixés ainsi :
- taxe d’habitation : 16,42 % ;
- taxe foncière sur les propriétés bâties : 14,70 % ;
- taxe foncière sur les propriétés non bâties : 86,17 % ;
- taxe additionnelle à la taxe foncière sur les propriétés non bâties : 0,00 % ;
- cotisation foncière des entreprises : 0,00 %.

Chiffres clés Revenus et pauvreté des ménages en 2014 : Médiane en 2014 du revenu disponible, par unité de consommation : 19 657 €.

### Jumelages
La ville d'Hayange est jumelée avec  Barga (Italie) depuis le 28 juin 2003.
Une charte de jumelage entre Hayange, Diekirch, Arlon et Bitburg a été signée officiellement le 24 juin 1962 à Diekirch, sous le signe de la fraternité et de la construction européenne alors en cours Les quatre villes tenaient ainsi à souligner leur appartenance (au Moyen Âge) à la juridiction comtale du Luxembourg et leur long passé commun jusqu'au traité des Pyrénées (1659). Les bourgmestres d’Arlon et de Diekirch ont rompu le jumelage avec Hayange en avril 2014, à la suite de la décision du nouveau maire FN de faire retirer le drapeau européen des édifices publics.

## Population et société

### Démographie
L'évolution du nombre d'habitants est connue à travers les recensements de la population effectués dans la commune depuis 1793. Pour les communes de plus de 10 000 habitants les recensements ont lieu chaque année à la suite d'une enquête par sondage auprès d'un échantillon d'adresses représentant 8 % de leurs logements, contrairement aux autres communes qui ont un recensement réel tous les cinq ans,.

En 2022, la commune comptait 16 013 habitants, en évolution de +1,5 % par rapport à 2016 (Moselle : +0,52 %, France hors Mayotte : +2,11 %).
| 1793 | 1800 | 1806 | 1821  | 1836  | 1841  | 1861  | 1866  | 1871  |
| ---- | ---- | ---- | ----- | ----- | ----- | ----- | ----- | ----- |
| 803  | 807  | 891  | 1 020 | 1 296 | 1 508 | 2 860 | 3 896 | 4 004 |

| 1875  | 1880  | 1885  | 1890  | 1895  | 1900  | 1905   | 1910   | 1921   |
| ----- | ----- | ----- | ----- | ----- | ----- | ------ | ------ | ------ |
| 4 690 | 4 990 | 5 893 | 6 163 | 6 830 | 8 510 | 10 068 | 11 482 | 10 641 |

| 1926   | 1931   | 1936   | 1946   | 1954   | 1962   | 1968   | 1975   | 1982   |
| ------ | ------ | ------ | ------ | ------ | ------ | ------ | ------ | ------ |
| 11 758 | 12 607 | 10 736 | 10 358 | 11 060 | 11 009 | 10 305 | 19 638 | 17 087 |

| 1990   | 1999   | 2006   | 2011   | 2016   | 2021   | 2022   | - | - |
| ------ | ------ | ------ | ------ | ------ | ------ | ------ | - | - |
| 15 638 | 15 227 | 14 889 | 15 730 | 15 776 | 15 968 | 16 013 | - | - |

### Manifestations culturelles et festivités
- Événements à Hayange[52].
  - La Fête du Cochon, le premier dimanche de septembre
  - Les Bals populaires, en juillet
  - La Fête de la Saint-Jean
  - Exposition organisée par l'association des amis des oiseaux de Hayange[53].

## Économie

### Tourisme
- Le Val de Fensch[54].
- Hôtel et restaurants :
  - Le château de Wendel[55]. La demeure de la Dame de Fer[56].
  - Restauration[57].
- Centre aquatique Feralia[58].

### Entreprises et commerces

#### Commerces et services
- Commerces et services de proximité : boulangeries, boucheries, poissonnerie, crèmerie, coiffeurs, barbiers.

#### Industrie
Hayange est le siège d'une importante usine sidérurgique de rails, créée en 1892 dans le cadre du groupe Wendel ; elle appartient au groupe Usinor jusqu'en 1999 ; depuis 2021 au groupe allemand Saarstahl. Elle emploie environ 450 personnes.

### Action sociale
Fin septembre 2016, le maire missionne un huissier, accompagné de la police municipale, afin de demander au Secours populaire d'évacuer le local qu'il occupe ; l'élu du Front National leur reproche d'avoir une « idéologie communiste » et de faire de la « propagande pro-migrants ». Confronté au refus de l'association de quitter les lieux et de rendre les clés, le maire prend la décision de couper l'alimentation électrique en octobre. Les membres de l'association réfutent toute politisation :  « Le Secours populaire a coupé le cordon qui le reliait au PCF il y a plus de soixante ans. « Les gens ont besoin d’être écoutés, soignés, pris en compte. On les aide sans tenir compte de leurs opinions » ». L'action de la ville a généré un élan de solidarité qui voit parvenir des dons de toute la France.
Le taux de pauvreté à Hayange est de 19 % (2023), soit un niveau supérieur à la moyenne française.

## Culture locale et patrimoine

### Lieux et monuments

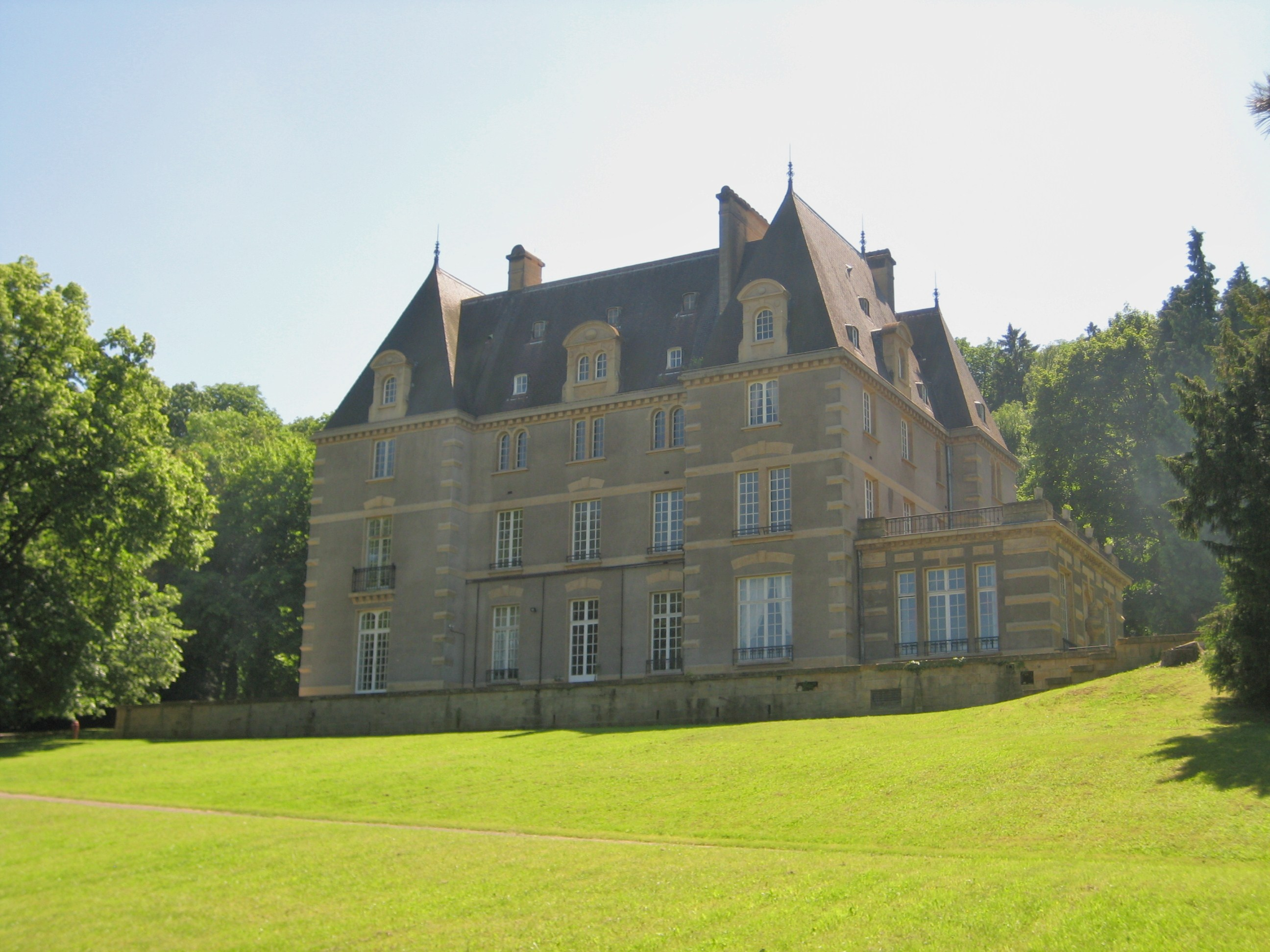
Château du Tournebride ou « Guy de Wendel ».

- Éperon barré du bois des Chênes, site fortifié de l’âge du fer (de 700 à 50 av. J.-C.), comprenant notamment fossé, rempart de terre et enceinte matérialisée par un chemin de ceinture, inscrit au titre des monuments historiques par arrêté du 24 décembre 1991[62] ;
- Traces d’un établissement gallo-romain ;
- Château XIIIe siècle, détruit en 1521 et 1642, remanié à plusieurs reprises, colombier 1767. En 1704, Jean-Martin Wendel acquiert les forges délabrées de la « Rodolphe ». Il fait reconstruire le château lequel est achevé vers 1720. Le château comprend alors un rez-de-chaussée et deux étages. La chapelle Sainte-Trinité est édifiée en 1727. Puis il s’agrandit au rythme de l’empire industriel. Il a été restauré et modifié par Humbert de Wendel (1876-1954). Les bâtiments d’origine ont été en partie démolis en 1935 et reconstruits dans le style  néoclassique. L'immeuble dit le Bureau central, le colombier et les grilles d'entrée du domaine sont inscrits au titre des monuments historiques par arrêté du 24 juillet 1987[63] ;
- Château du Tournebride (1906) qu’a fait construire Guy de Wendel[64] ;
- Grands bureaux Wendel, 1892 ;
- Fresques murales du peintre Gawra ;
- Maison Priscal, 1501 ;
- Maison Molitor ;
- Hôtel Terminus, 1900 ;
- Groupe de cinq musiciens, sculpture de Shelomo Selinger (1969) ;
- Sculpture monumentale des trois mineurs, Luc Le Mercier, 2007.

### Patrimoine  religieux
- Nécropole mérovingienne dans la vallée d'Hamévillers ;
- Église Saint-Martin, construite en 1883, pendant la première annexion à l'Empire allemand, l’ancienne église datant de 1771 se révélant trop petite. La première pierre est posée le 12 juin 1883. Elle est consacrée par Mgr François-Louis Fleck en 1884. On y trouve l’orgue Opus 100 de la firme Dalstein-Haerpfer, plus grand orgue de Moselle[65],[66]. Financé par la famille De Wendel, l'architecture de l'église est inspirée par celle de l'église de la Trinité de Paris (paroisse de la famille De Wendel). Il s'agissait en plus d'un symbole religieux d'être un symbole de la francophilie de la population. L'église en totalité est inscrite au titre des monuments historiques par arrêté du 12 mars 2008[67].
- Église Saint-Sixte (quartier Marspich) XIXe siècle ;
- Chapelle Saint-Nicolas à Saint-Nicolas-en-Forêt XXe siècle ;
- Ancienne chapelle sépulcrale des Wendel, néogothique 1854, dédiée à saint Joseph, patron de la bonne mort. Jusqu’alors, les défunts de la famille étaient inhumés dans l’église paroissiale. Le caveau comprenait vingt-six fours. La première inhumation, celle de Victor François de Wendel, eut lieu en 1850, et la dernière, celle de Maurice de Wendel, en 1961. Elle est située dans le jardin public rue du Général de Gaulle et inscrite au titre des monuments historiques par arrêté du 25 septembre 1980[68] ;
- Chapelle de la Sainte-Trinité à l'ancien château De Wendel XVIIIe siècle ;
- Chapelle (dite des Polonais), Cités Gargan XXe siècle ;
- Temple protestant réformé, rue Clemenceau, construit lorsque Hayange devint paroisse autonome en 1891[69] ;
- La synagogue rue de Verdun, construite en 1957, remplaçant l'ancienne de 1861[70]. Le 16 janvier 2009, la synagogue de Hayange a été la cible de Cocktail Molotov et un début d'incendie s'est déclaré dans l'édifice[71] ;
- Monuments commémoratifs[72] :
  - Monument aux Morts (Marspich),
  - Monument aux morts israélite (Hayange) dans le cimetière israélite, premier rue du Général-de-Gaulle, construit en 1866, deuxième rue Louise-Michel, construit en 1953,
  - Monument aux Morts (Hayange),
  - Monument commémoratif (Saint-Nicolas-en-Forêt) ;
- Temple de la Congrégation chrétienne en France XXe siècle[73] ;
- Statue de la Vierge qui surplombe la ville. Construite de mai 1903 à octobre de la même année. La seule statue coûta 12 000 francs (soit 1 819 euros). En fonte coulée dans les usines locales, d’un poids de six tonnes et demie, elle dresse ses sept mètres sur un piédestal de granit haut de quatorze mètres.

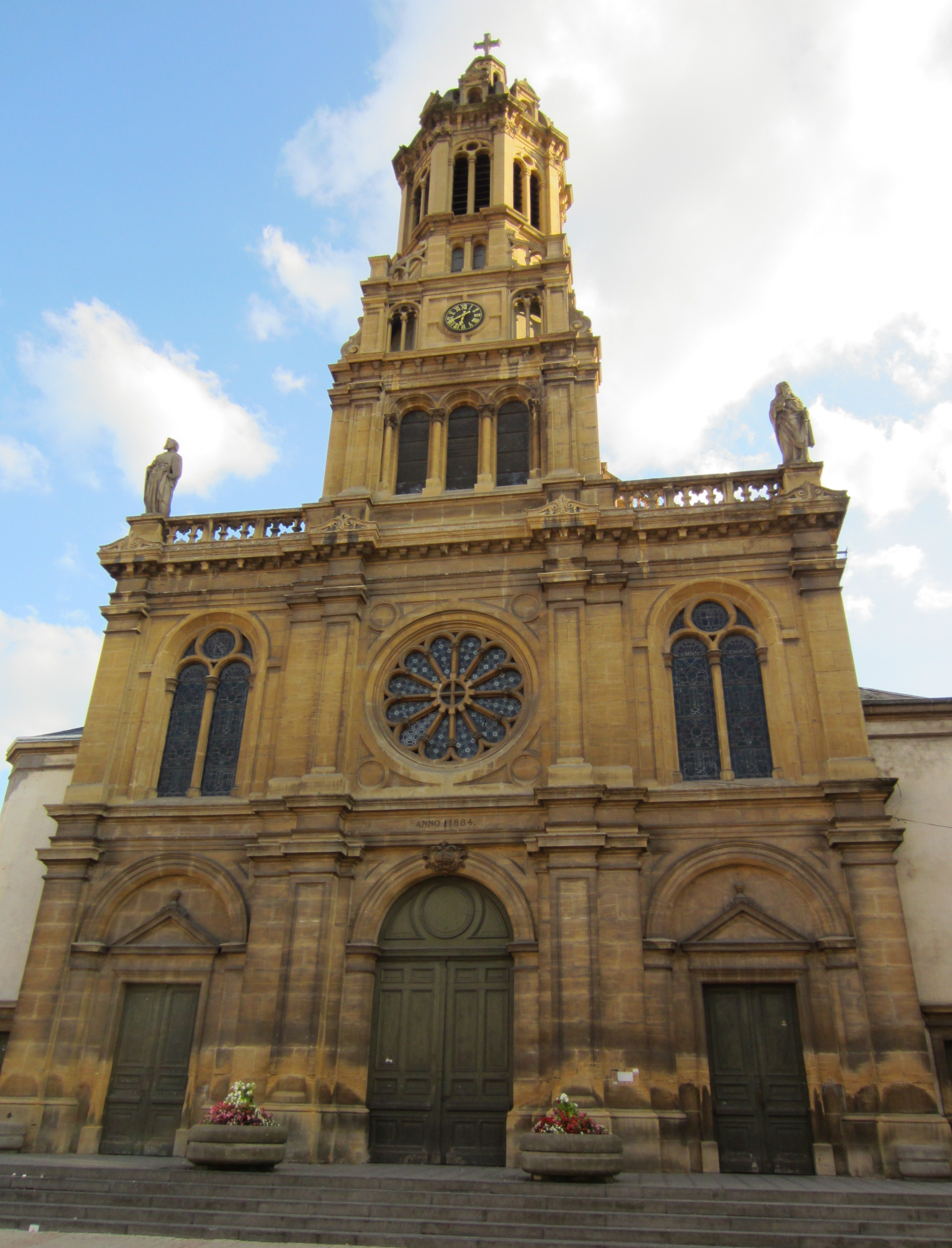
Église Saint-Martin.
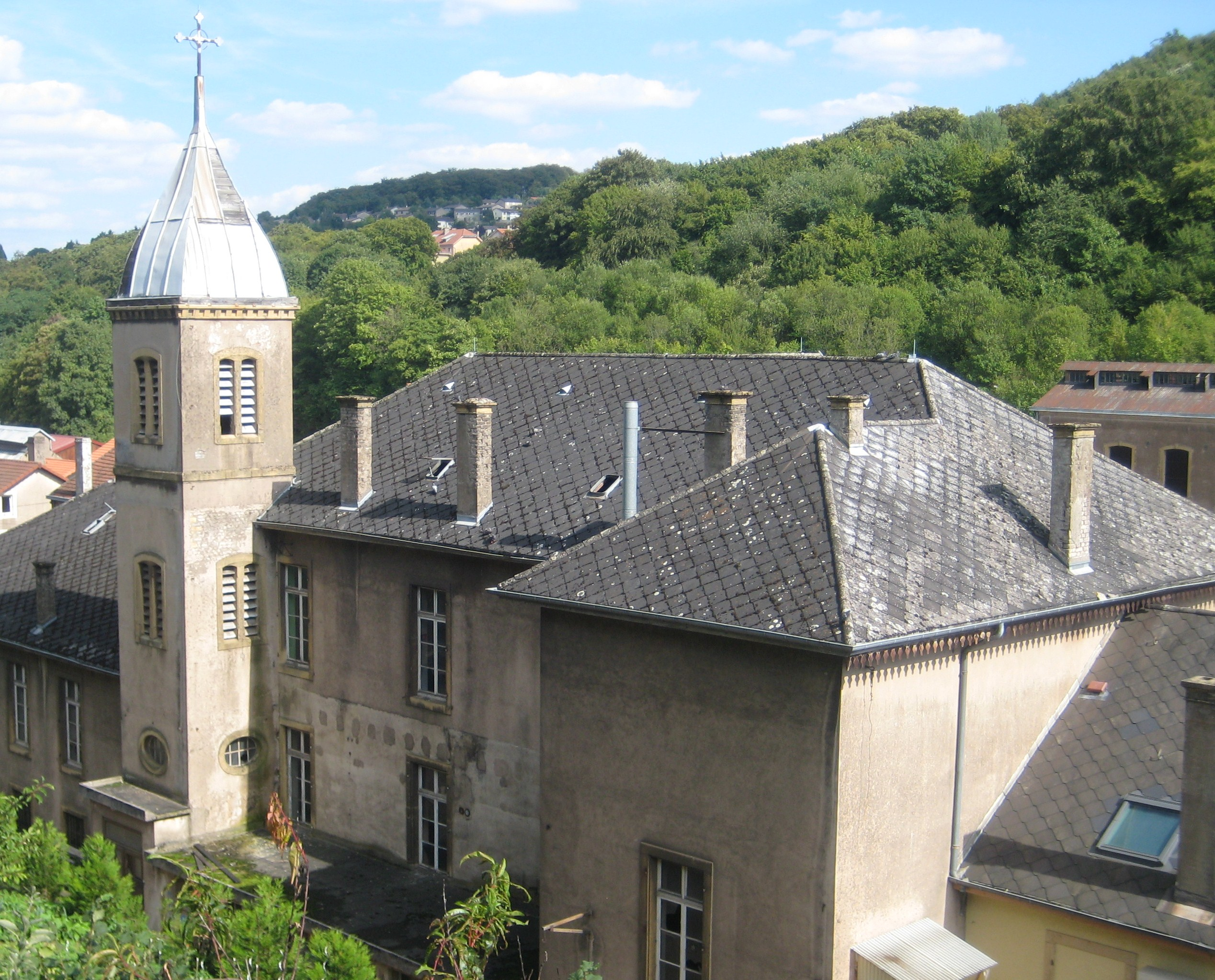
Chapelle (dite des Polonais), cités Gargan.
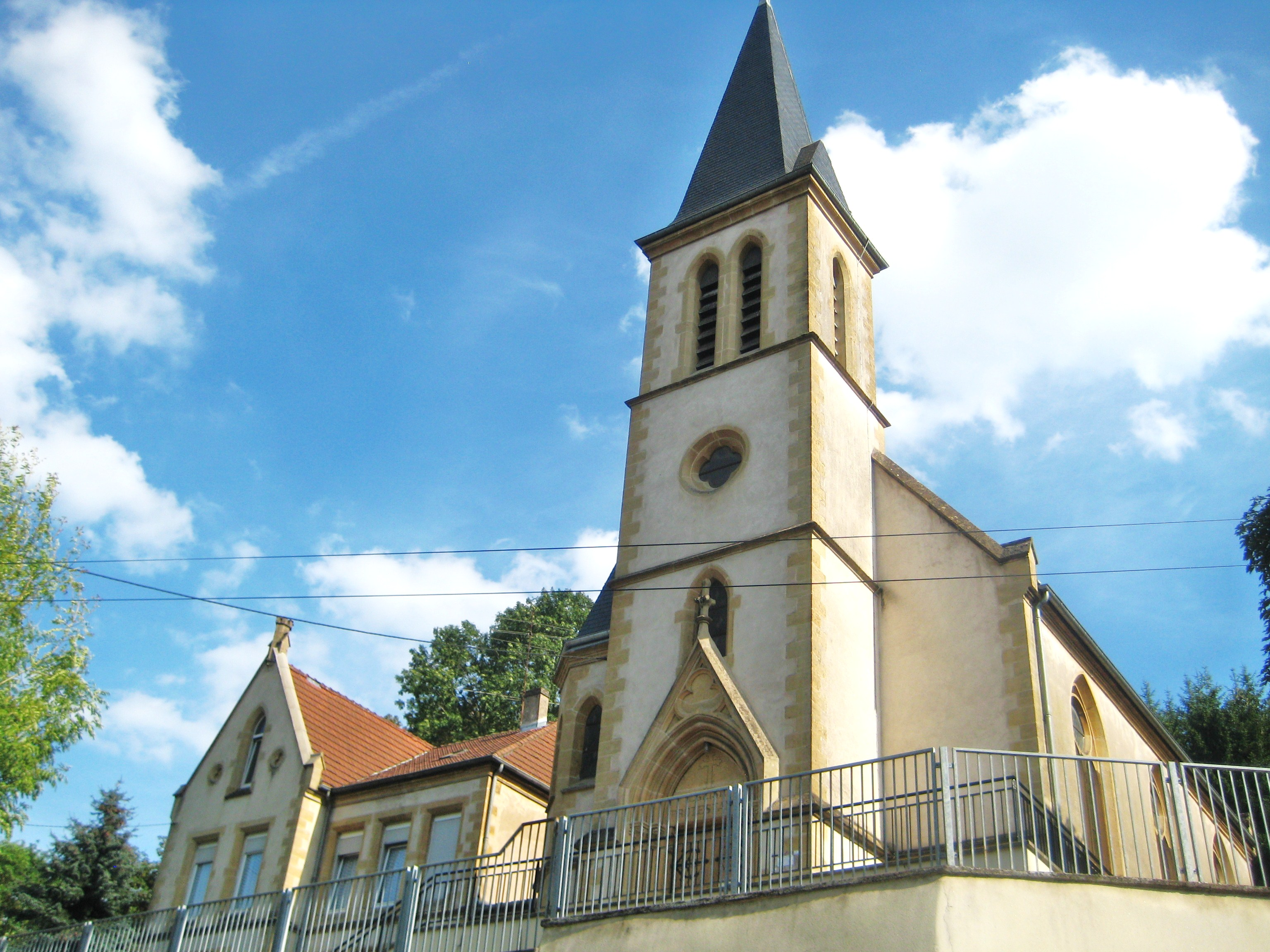
Temple protestant réformé.
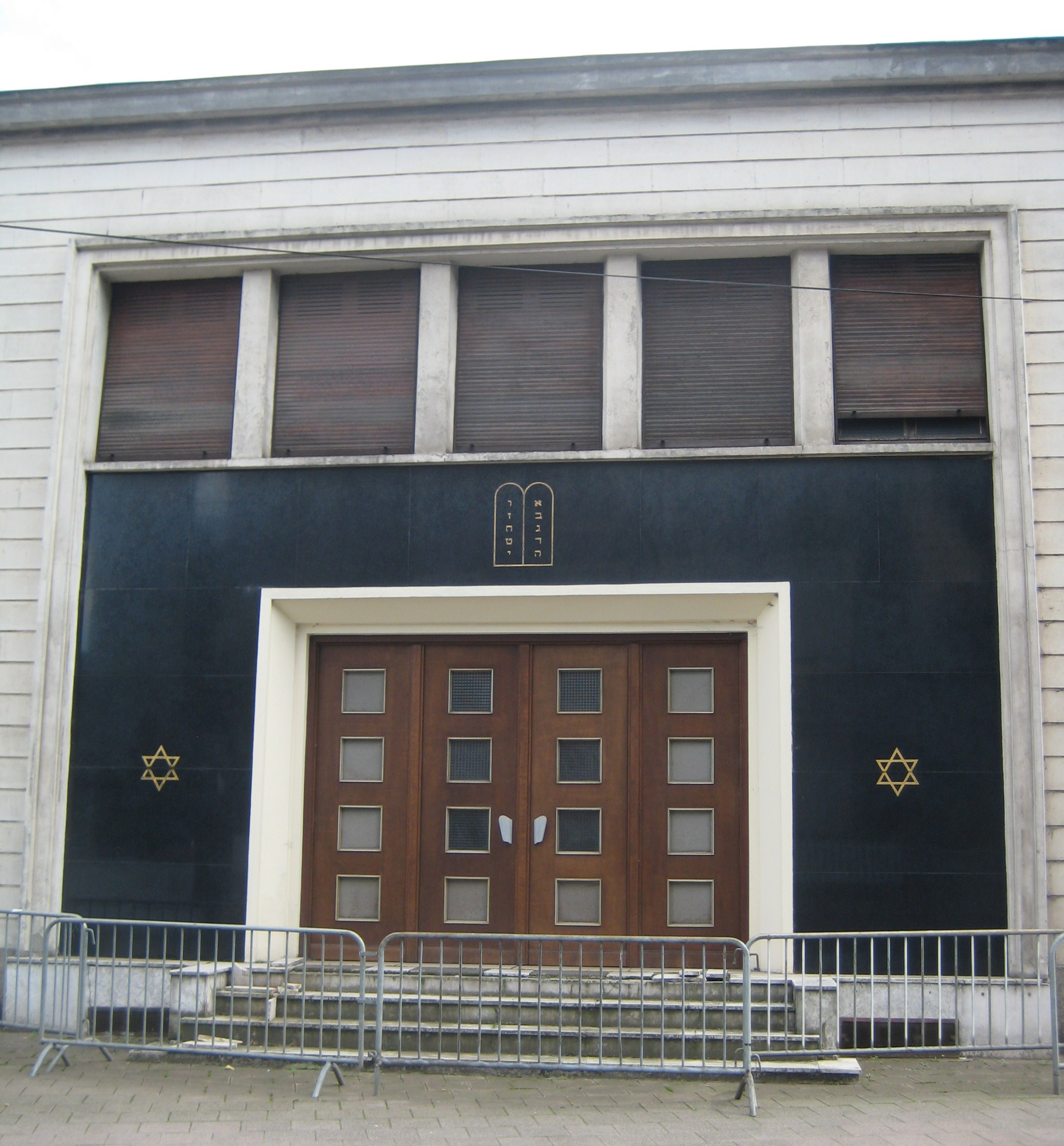
La synagogue.
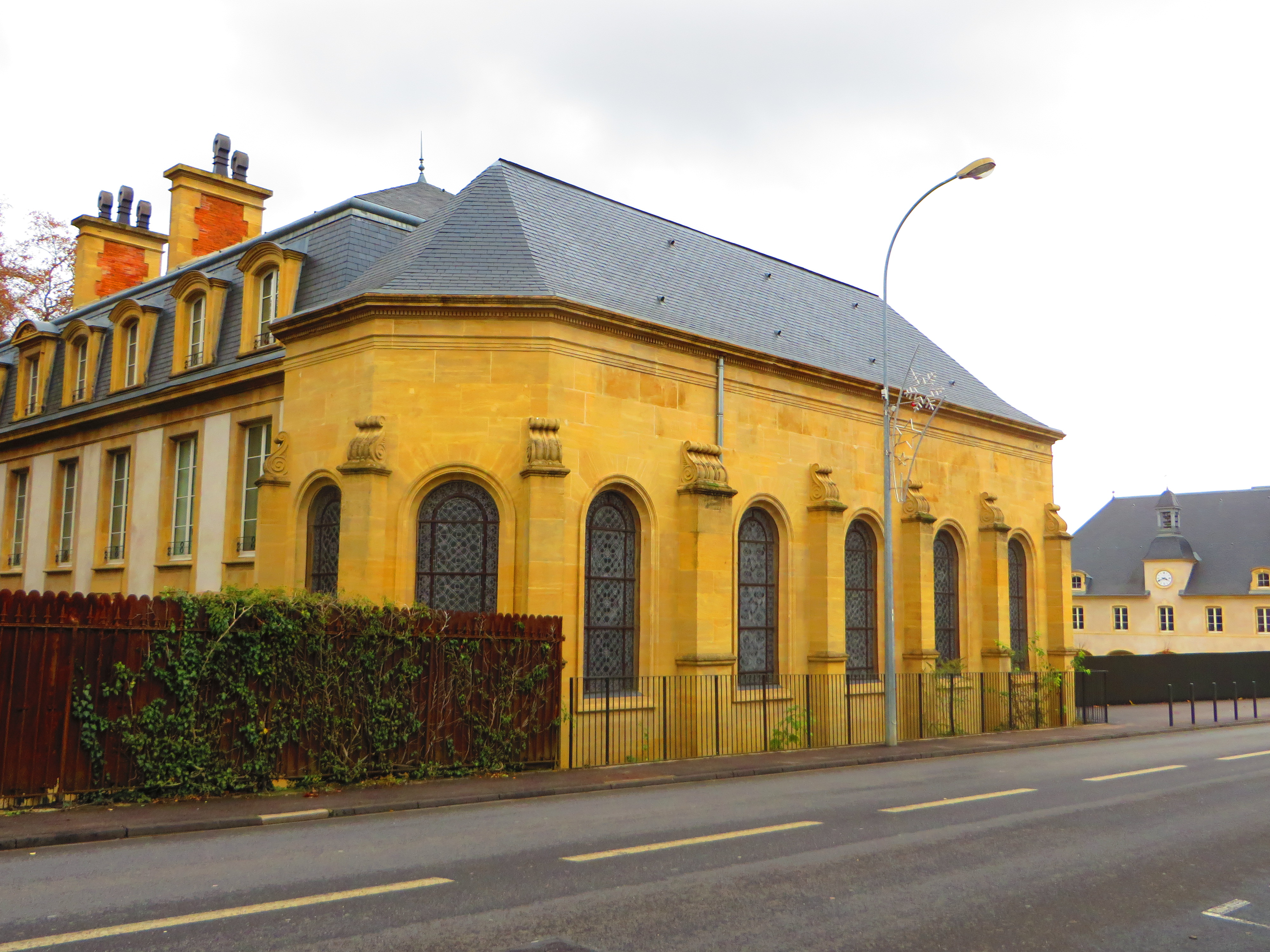
Chapelle de la Sainte-Trinité.
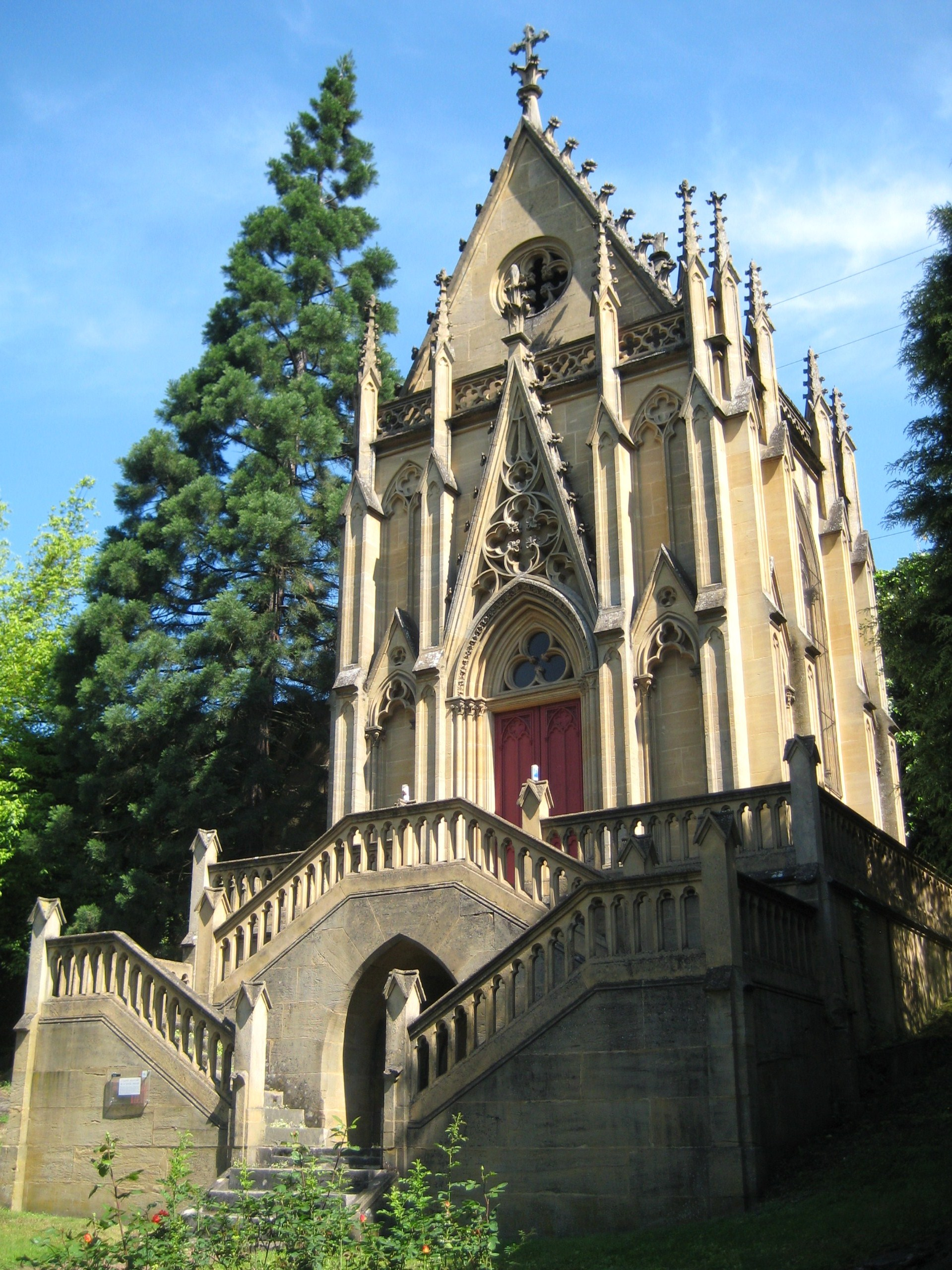
Ancienne chapelle sépulcrale des Wendel.
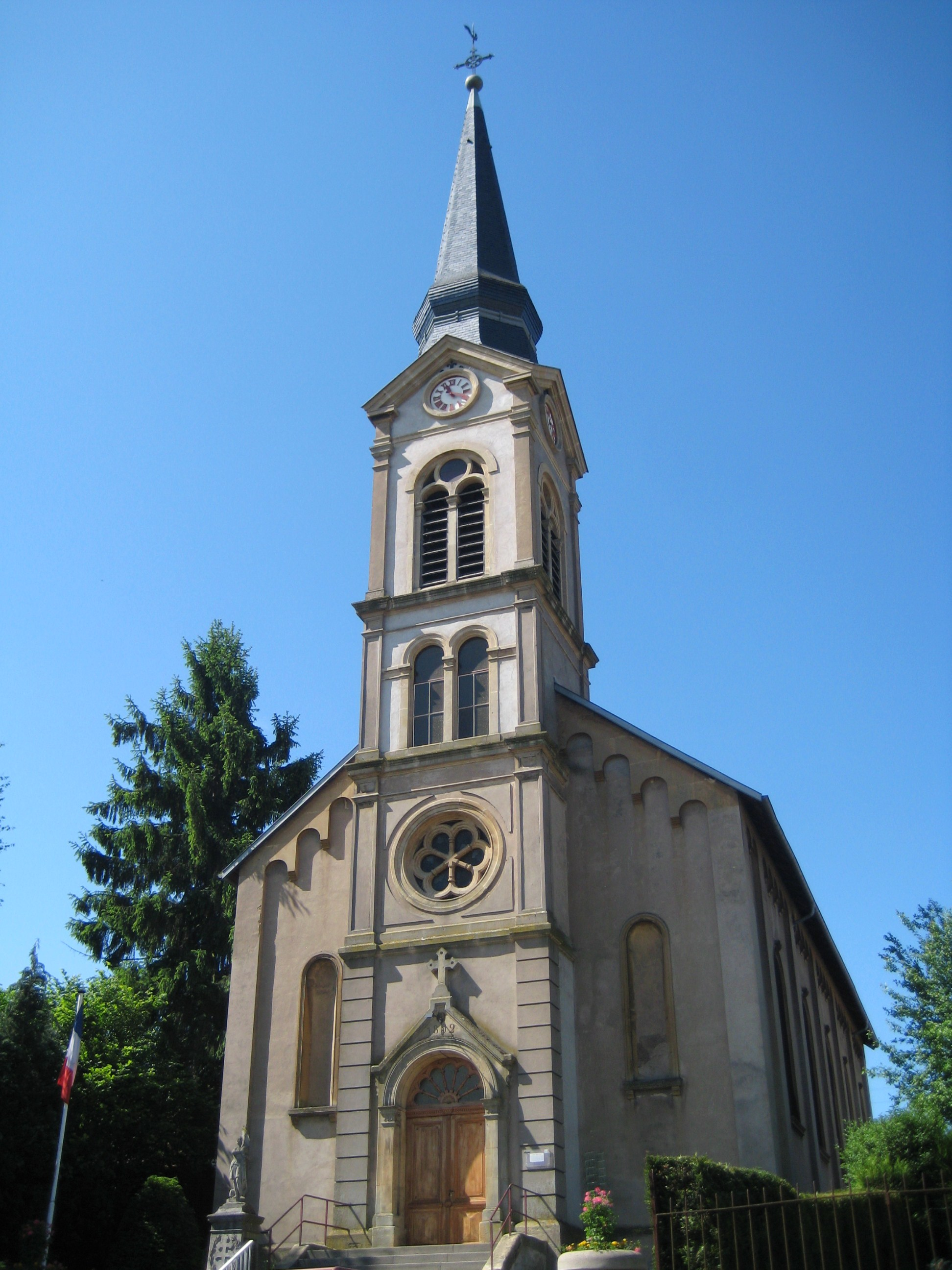
Église Saint-Sixte (quartier de Marspich).
Chapelle à Saint-Nicolas-en-Forêt.
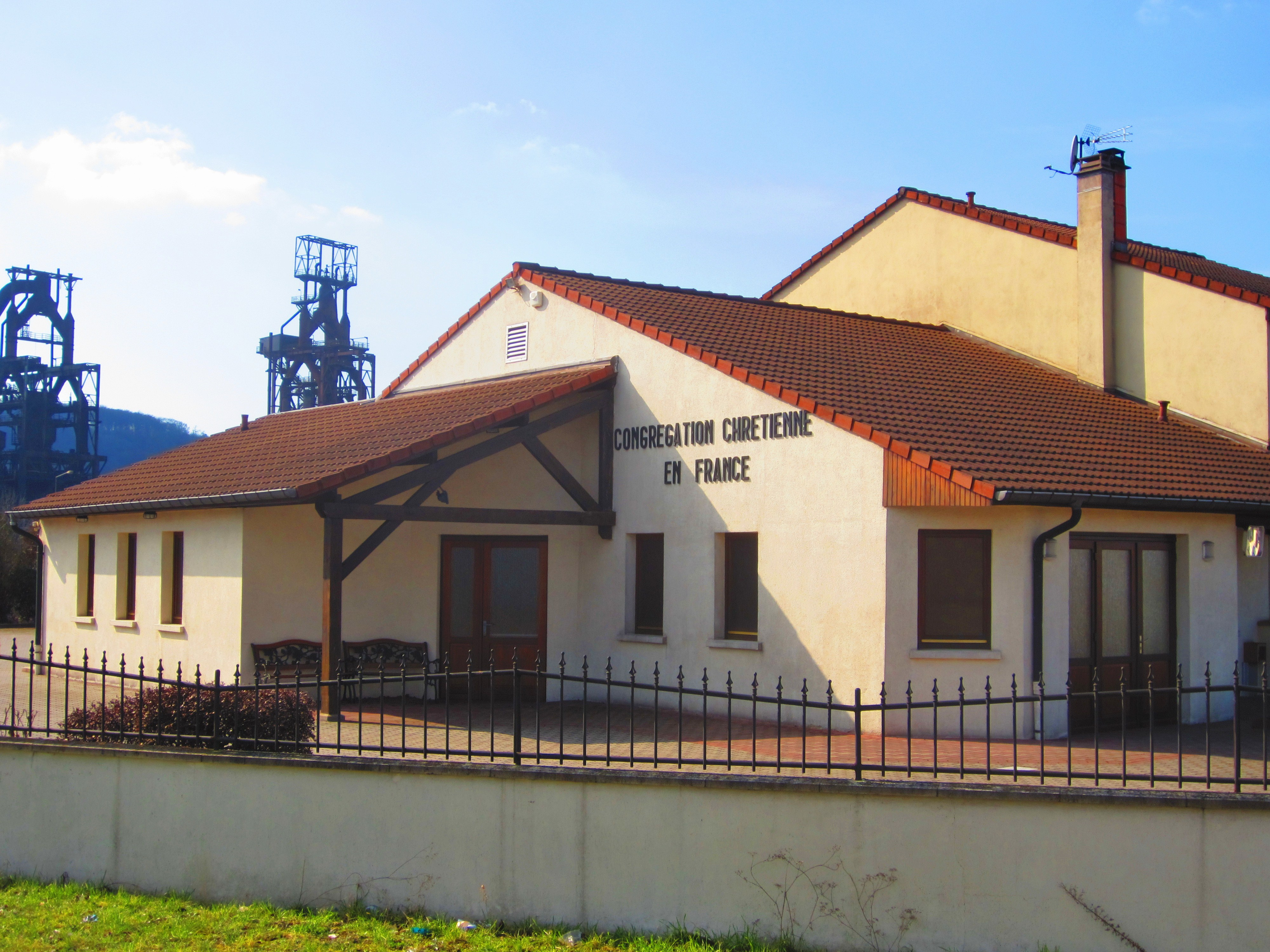
Temple de la congrégation chrétienne de France.

### Hayange dans les arts
Le film L'Héritier  réalisé en 1973 par Philippe Labro et mettant en vedette Jean-Paul Belmondo a été tourné en partie à Hayange.
La commune a été le lieu de tournage du film Les Rivières pourpres 2 : Les Anges de l'apocalypse (2004) d'Olivier Dahan.
De plus, Hayange et la vallée de la Fensch – sous le nom d'« Heillange » dans la « vallée de la Henne » – sont au centre du roman Leurs enfants après eux de Nicolas Mathieu ayant reçu le prix Goncourt en 2018. Le film sorti en 2024 a été tourné à Hayange.

### Héraldique
| Blason de Hayange | Blason  | Les armes d'Hayange se blasonnent ainsi : Écartelé : aux 1er et 4e burelé d'argent et d'azur, au lion de gueules à la queue fourchue et passée en sautoir, lampassé et couronné d'or, aux 2e et 3e d'azur à deux bars adossés d'or, cantonnés de quatre croisettes recroisetées au pied fiché du même; à deux marteaux de sable passés en sautoir brochant sur le tout. |
| Blason de Hayange | Détails | Hayange a adopté ce blason sur proposition de la commission héraldique de la Moselle le 13 avril 1950. |

## Personnalités liées à la commune

### Personnalités nées à Hayange
- Gabriel Jean Joseph Molitor (1770-1849), général des armées de la République et du Premier Empire, fait maréchal de France en 1823.
- Dominique-Alexandre Godron(1807-1880), naturaliste français.
- Casimir de Balthasar (1811-1875), artiste-peintre
- Henri Paul François de Wendel (1844-1906), industriel français, député protestataire au Reichstag.
- Charles Zehren (1910-2005), footballeur français.
- Jean Kobs, (1912-1981), poète lorrain.
- Charly Oleg (né en 1931), musicien et animateur de télévision français.
- Alphonse Bourgasser (né en 1932), homme politique, député de la Moselle et maire d'Hayange 1971-1977.
- Bernard Bellec (1934-2023), personnalité politique français.
- Jean-Claude Bonato (né en 1946), basketteur international français.
- Sylvain Kastendeuch, (né en 1963), footballeur professionnel international français.
- Vincent Warnier (né en 1967), organiste et concertiste international.
- Anne Neu (née en 1980), joueuse française de volley-ball.
- Quentin Bigot (né en 1992), athlète français.

### Personnalités liées à Hayange
- famille de Wendel : depuis les forges acquises en 1704, la famille de Wendel a marqué trois siècles de sidérurgie.
- Jean-Pierre Masseret (né en 1944), homme politique, membre du Parti socialiste, ancien secrétaire d'État auprès du ministre de la Défense chargé des Anciens combattants. Il est président du conseil régional de Lorraine de 2004 à 2015, sénateur de la Moselle depuis 1983 et maire d'Hayange de 1995 à 1997.